# Абатство Бонеф
Абатство Бонеф (на френски: Abbaye de Boneffe) е историческо цистерцианско абатство в селището Бонеф, община Егезе, окръг Намюр провинция Намюр, Южна Белгия

## История
Абатството е основано през 1227 г. първоначално като жински манастир от цистерцианци от абатство Клерво, за да се настанят на монахините. Абатската църква е осветена през 1267 г.
Абатството е унищожено през 1355 г. и монахините го напускат за да се завърнат през 1413 г. През 1461 г. монахините напускат манастира и са заменени от монаси от абатствата Милс (Anhée) и Патио (Walcourt). През 1524 – 1533 г. е построена нова абатска църква.
През 1568 г., просяци разграбват и унищожават абатството. Монасите намират убежище в Намюр.
През 1579 – 1589 г. монасите възстановяват манастира и абатската ферма. Манастирът е отново опустошен от холандски войски през седемнадесети век, а след това и от френцузите.
През 1796 г. по време на Френската революция, абатството е опустошено, монасите са прогонени, а манастирските имоти са продадени на търг и преобразувани в три частни ферми, като впоследствие преминават в собственост на фамилиите Меюс и Бувие. До днес са запазени комплекс от сгради главно от осемнадесети и деветнадесети век, които са частна собственост.

## Абатска бира Абеи дьо Бонеф
Едноименната абатска бира „Абеи дьо Бонеф“ се произвежда от пивоварната De Proefbrouwerij в Лохристи, окръг Гент, провинция Източна Фландрия, Северна Белгия. Това е тъмен белгийски дубъл ейл с алкохолно съдържание 9 об.%.